# Dřínov (okres Mělník)
Dřínov je obec v okrese Mělník ve Středočeském kraji. Rozkládá se na úpatí stejnojmenného vrchu asi jedenáct kilometrů jihozápadně od Mělníka a osm kilometrů severovýchodně od města Kralupy nad Vltavou. Žije zde 504 obyvatel.

## Název
Název vesnice Dřínov vznikl ze jména Dřín ve významu Dřínův dvůr nebo z neurčitého přídavného jména jako dřínový les. V historických pramenech se jméno objevuje ve tvarech: Drzyena (1353), Drzyna (1357), Drzienow (1358, 1360), de Drzyenow (1405), Drzenow (1406), de Drzienowa (1407), Drzinow (1421), „ve vsi Drzinowie“ (1586) a „ve vsi Držinowie“ (1629).

## Historie
První písemná zmínka o vesnici pochází z roku 1353. V obci jsou vedeny kroniky do roku 1992, školní kroniky a kronika spolku Baráčníků.

## Obyvatelstvo
| Rok            | 1869 | 1880 | 1890 | 1900 | 1910 | 1921 | 1930 | 1950 | 1961 | 1970 | 1980 | 1991 | 2001 | 2011 | 2021 |
| -------------- | ---- | ---- | ---- | ---- | ---- | ---- | ---- | ---- | ---- | ---- | ---- | ---- | ---- | ---- | ---- |
| Počet obyvatel | 506  | 586  | 579  | 543  | 555  | 566  | 556  | 443  | 446  | 469  | 411  | 314  | 337  | 427  | 465  |
| Počet domů     | 68   | 80   | 87   | 90   | 98   | 113  | 132  | 142  | 127  | 127  | 121  | 140  | 146  | 179  | 191  |

## Obecní správa

### Územněsprávní začlenění
Dějiny územněsprávního začleňování zahrnují období od roku 1850 do současnosti. V chronologickém přehledu je uvedena územně administrativní příslušnost obce v roce, kdy ke změně došlo:
- 1850 země česká, kraj Praha, politický okres Slaný, soudní okres Velvary[7]
- 1855 země česká, kraj Praha, soudní okres Velvary
- 1868 země česká, kraj Praha, politický okres Slaný, soudní okres Velvary
- 1912 země česká, kraj Praha, politický okres Slaný, soudní okres Kralupy nad Vltavou[8]
- 1913 země česká, kraj Praha, politický i soudní okres Kralupy nad Vltavou[9]
- 1939 země česká, Oberlandrat Mělník, politický i soudní okres Kralupy nad Vltavou[10]
- 1942 země česká, Oberlandrat Praha, politický okres Roudnice nad Labem, soudní okres Kralupy nad Vltavou[11]
- 1945 země česká, správní i soudní okres Kralupy nad Vltavou[12]
- 1949 Pražský kraj, okres Kralupy nad Vltavou[13]
- 1960 Středočeský kraj, okres Mělník
- 2003 Středočeský kraj, okres Mělník, obec s rozšířenou působností Kralupy nad Vltavou

Od 1. ledna 1980 do 31. prosince 1991 k obci patřil Újezdec.

### Obecní symboly
Znak a vlajka byly obci uděleny rozhodnutím předsedy Poslanecké sněmovny Parlamentu České republiky dne 17. dubna 2009.

## Společnost

### Rok 1932
Ve vsi Dřínov (555 obyvatel) byly v roce 1932 evidovány tyto živnosti a obchody: 3 obchody s dobytkem, holič, 2 hostince, 2 koláři, 2 kováři, obuvník, 12 rolníků, 3 řezníci, 5 sadařů, sedlář, 5 obchodů se smíšeným zbožím, 2 trafiky, truhlář.

## Pamětihodnosti
- Zvonička, která byla podle kroniky v roce 1932 rekonstruována z původní dřevěné na betonovou
- Památník padlým vojákům z první světové války
- Nedochovaný vyhlídkový altán
- Přírodní rezervace Dřínovská stráň

## Doprava
Dopravní síť
- Pozemní komunikace – Do obce vedou silnice III. třídy. Ve vzdálenosti 4 km lze najet na dálnici D8 na exitu 9.
- Železnice – Železniční trať ani stanice na území obce nejsou. Nejblíže obci je železniční stanice Úžice ve vzdálenosti 3 km ležící na trati 092 z Kralup nad Vltavou do Neratovic.

Veřejná doprava 2012
- Autobusová doprava – V obci měla zastávky příměstská autobusová linka PID 372 Praha,Kobylisy - Kralupy nad Vltavou (v pracovních dnech 11 spojů, o víkendech 3 spoje) a příměstské autobusové linky Kralupy nad Vltavou - Odolena Voda - Újezdec (v pracovních dnech 3 spoje) a Mělník - Chlumín - Kralupy nad Vltavou (v pracovních dnech 5 spojů, o víkendech 4 spoje) (dopravce ČSAD Střední Čechy, a. s.).

## Galerie

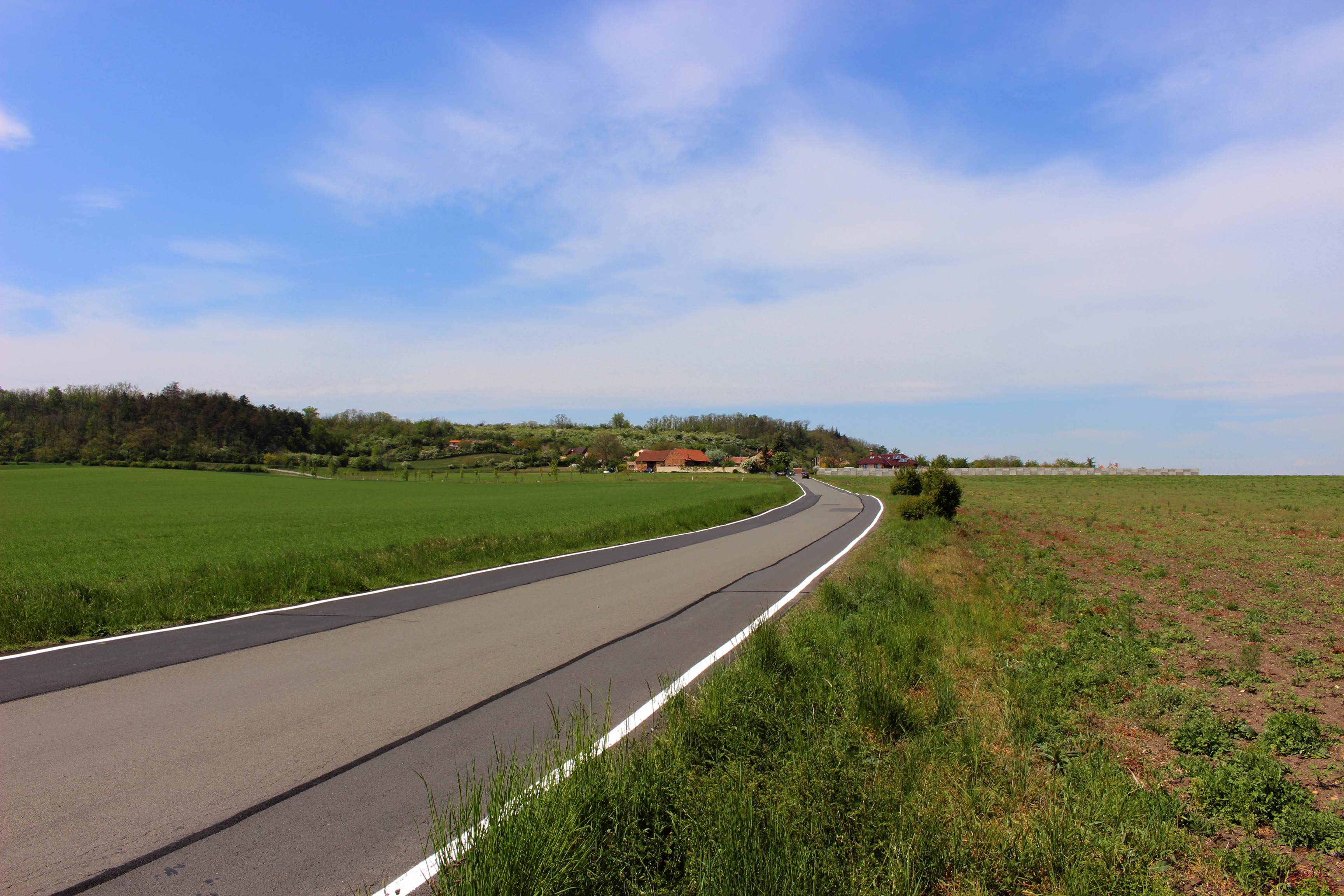
Pohled od jihu k vrchu s vesnicí na úpatí
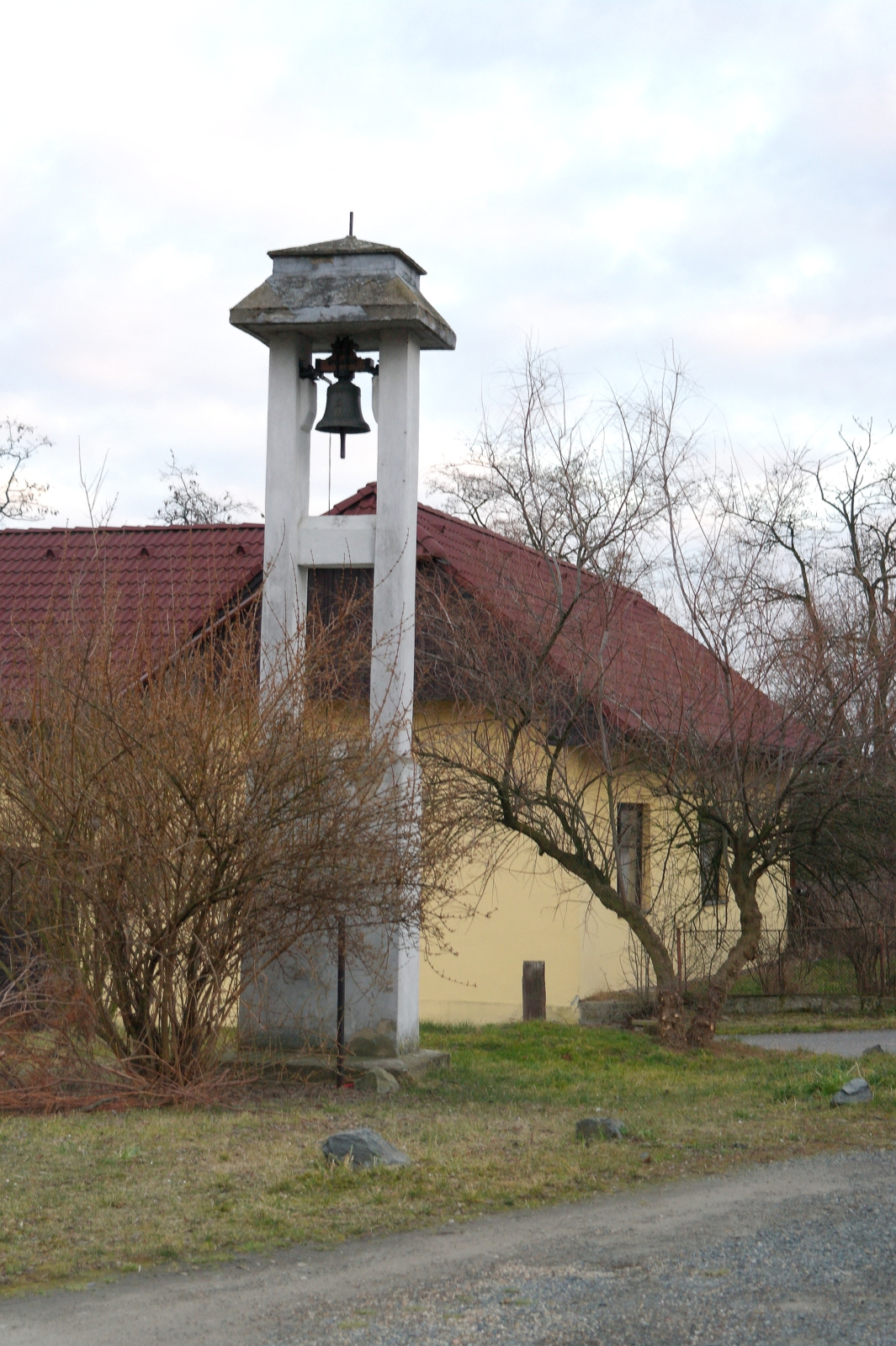
Zvonička
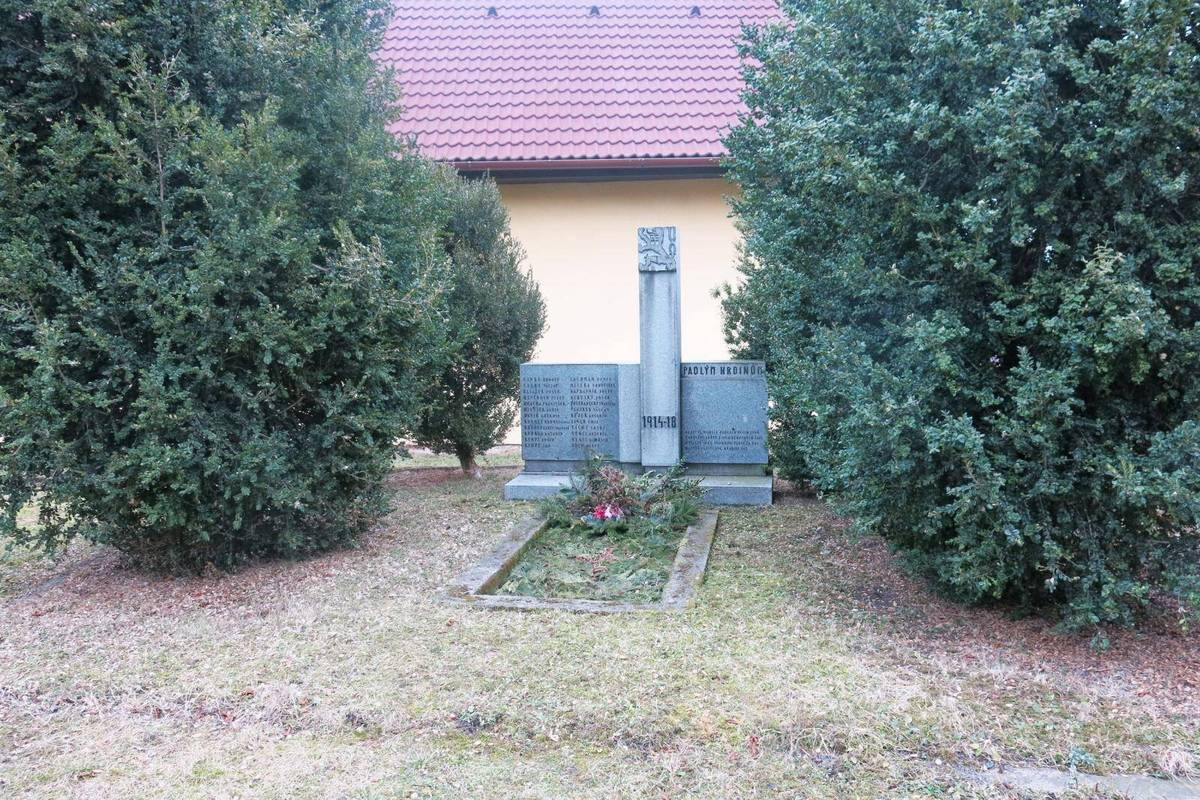
Pomník padlým
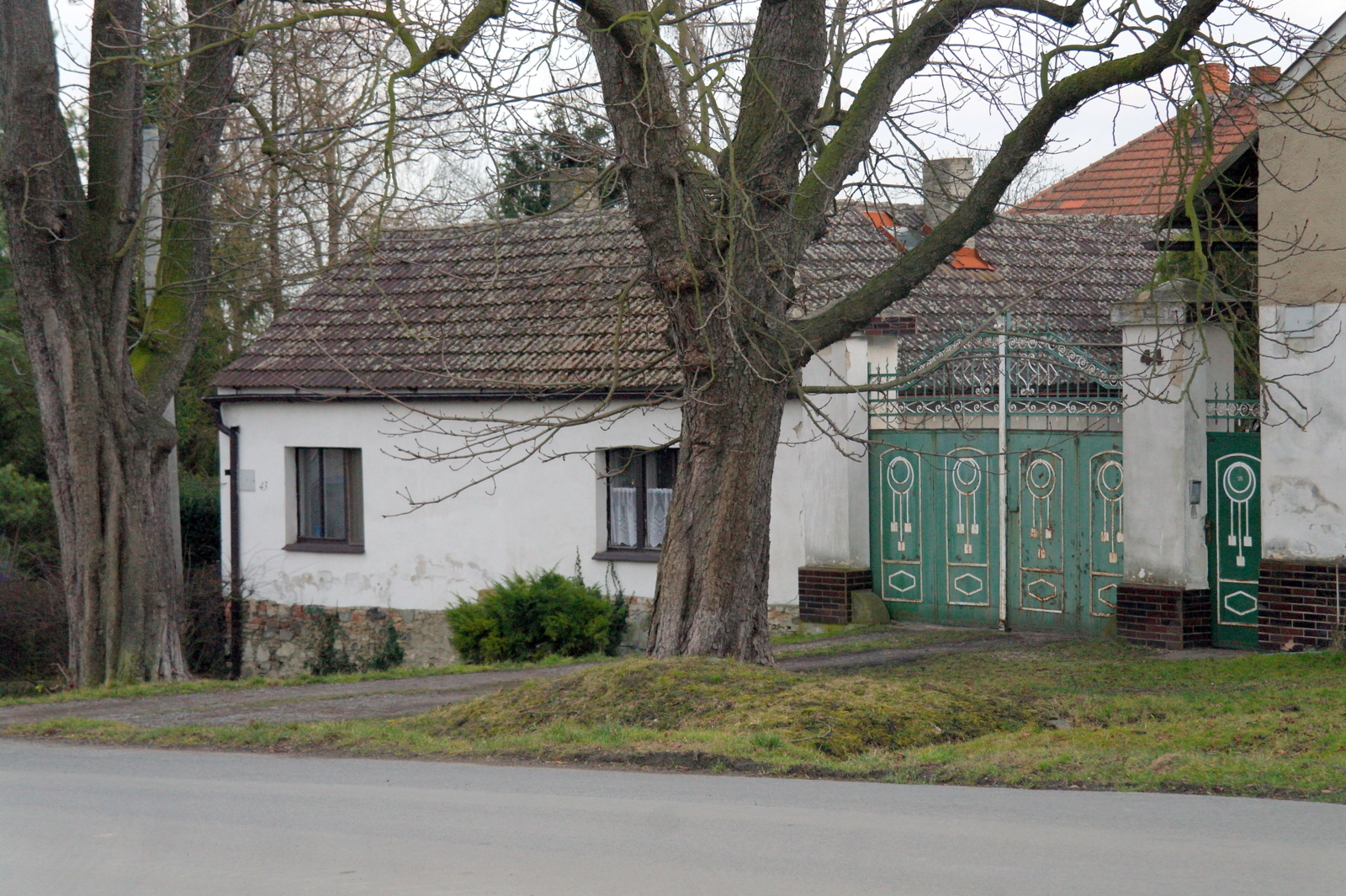
Dům čp. 44
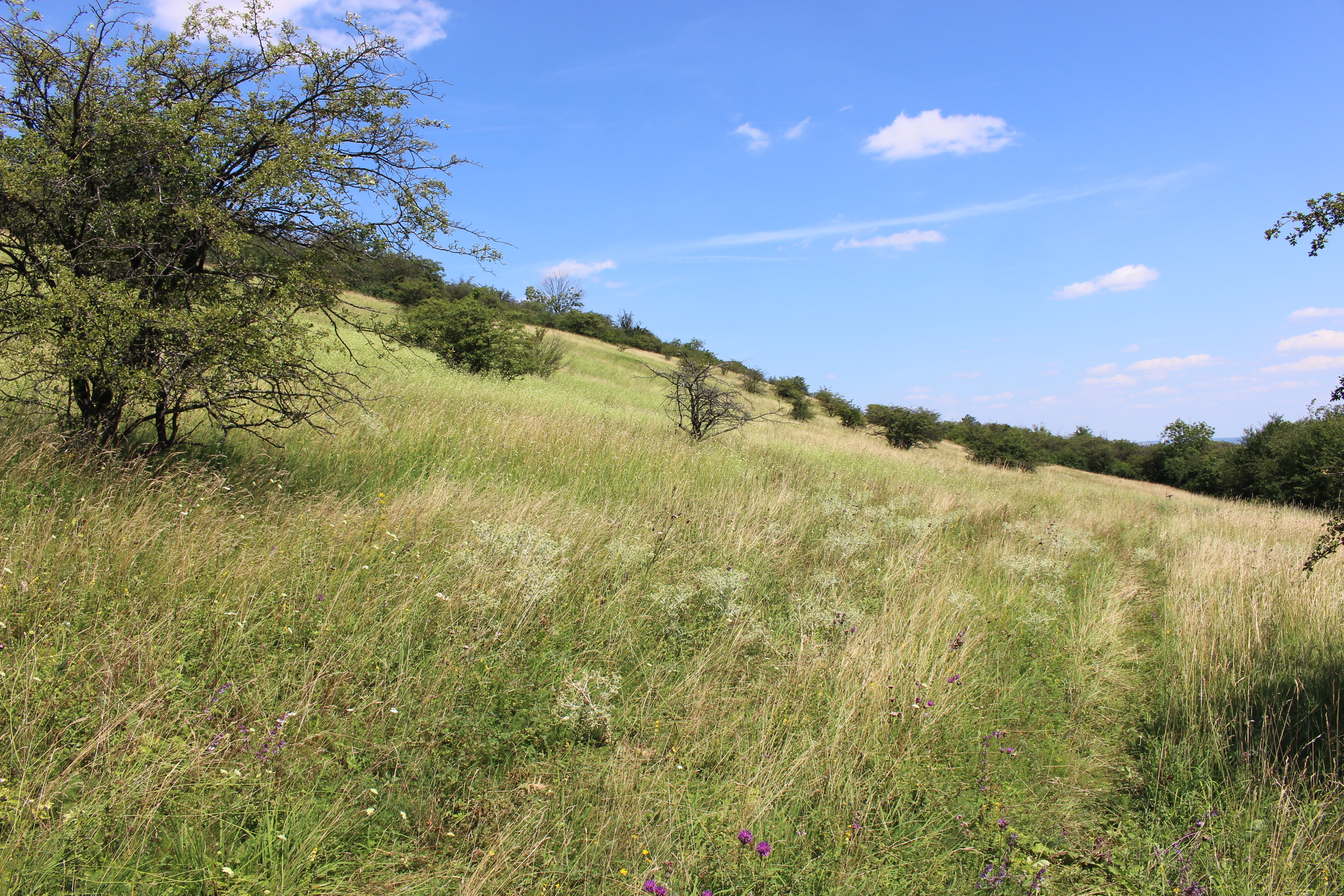
Dřínovská stráň
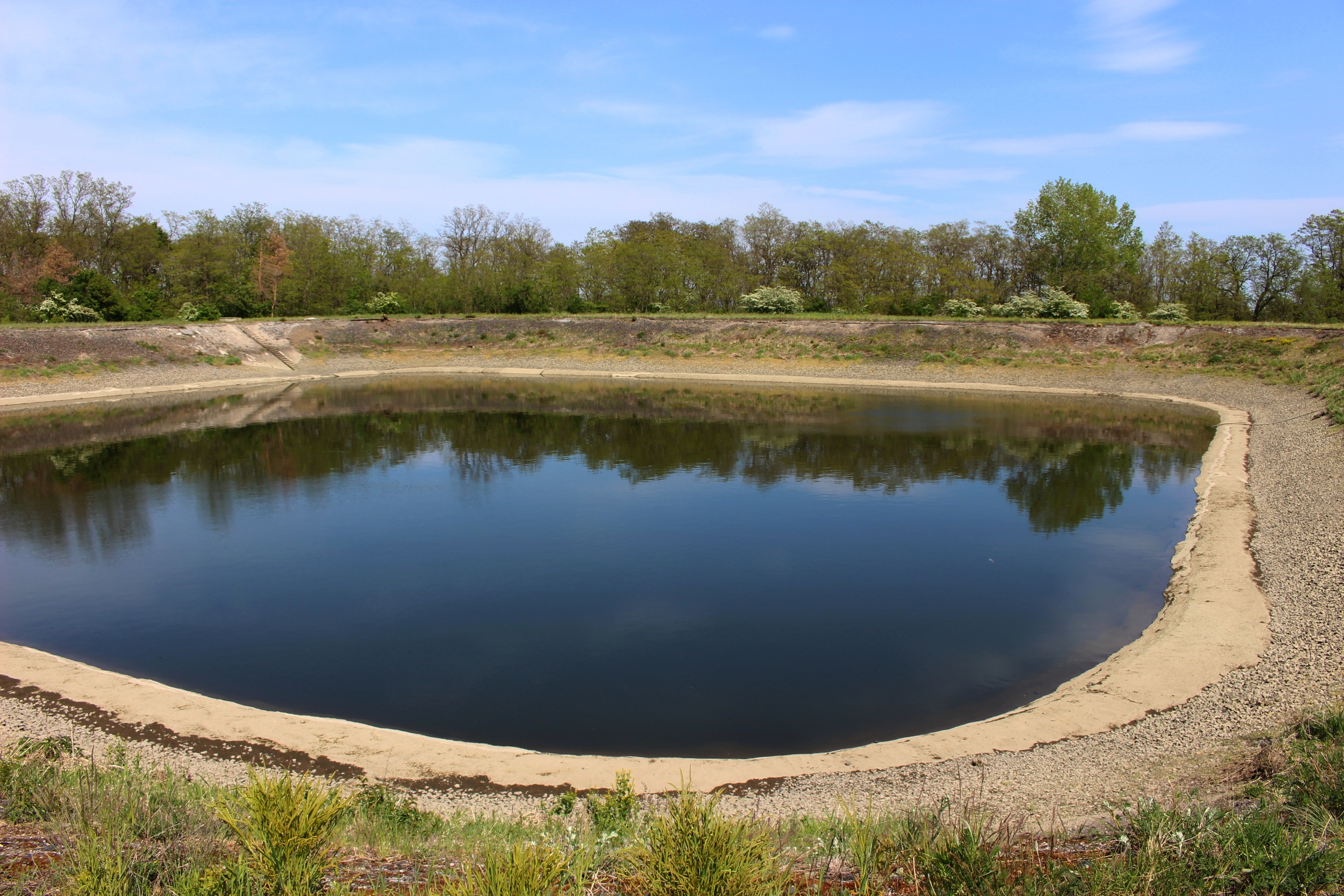
Zavlažovací nádrž na vrchu